# تولیست
تولیست (به لاتین: Tõlliste) یک روستا در استونی است که در شهرستان والگا واقع شده‌است.

## خصوصیات
تولیست ۱۰۵ نفر جمعیت دارد.